# ناصر بن دغيثر
ناصر بن علي بن دغيثر واحد من رجالات مرحلة البناء والتأسيس في الجزيرة العربية، التحق بجيش الشريف حسين إبان الحرب التي قامت بين العثمانيين والشريف، ويذكر التاريخ أنه عمل بتجارة الجمال والسلاح بعد بطولات مشهورة على أرض المعارك التي دارت رحاها بين العرب والفرنسيين في العشرينات من القرن الماضي، حيث معركة ميسلون الشهيرة التي قادها وزير الحربية العربي يوسف العظمة ضد القوات الفرنسية بقيادة الجنرال هنري قورو، وما يزال النصب التذكاري هناك في ميلسون يوثق أسماء شهداء المعركة.
وفي العهد السعودي حظى «ابن دغيثر» بثقة المؤسس الملك عبدالعزيز، فعينه قابضاً لزكاة الحناكية، ثم انتقل إلى السويرقية، ثم آمراً لمالية الجوف، إضافة إلى مهام آخرى كلفه بها المؤسس.

## نشأته
```
ولد «ناصر بن علي بن دغيثر»، عام 1309 هـ، حيث شهد معظم مراحل تأسيس ووحدة المملكة، كان والده قد توفي وهو في صغير السن وارتحل ناصر بن دغيثر إلى الحجاز لأداء مناسك الحج وهو ابن 14 ربيعاً، وكان حينها يرعى الإبل ويسعد الحجاج مقابل مبلغ زهيد 10 ريالات، وبعد نحو عام من أدائه لمناسك الحج بدأ التنقل في أرض الحجاز، حيث سافر إلى المدينة المنورة، وعمل هناك صبيا لمدة سنتين عند «ابن جوعان» وهو من رجال الكويت المقيمين في المدينة، ومن ثم عمل في محل بيع القماش لدى أحد أهالي القصيم في المدينة المنورة مدة عام وحصل فيها على أجر 20 ريالاً، ثم انتقل في أعمال عديدة قبل التحاقه بالجيش العثماني الذي يواجه آنذاك تهديدات الحلفاء قبل قيام الحرب العالمية الأولى.
```

## جيش الشريف حسين
إبان ظهور القطار في العهد العثماني عام 1327 هـ الذي كان ينطلق من تركيا مروراً بالمدن السورية إلى عمان، ثم معان حتى المدينة المنورة محطته الأخيرة، وخلال هذه الفترة التحق ابن دغيثر بالجيش النظامي الي يتولى شؤونه في ذالك الوقت عبد الله بن فيصل وهو من رجال الشريف حسين، وعمل محافظاً (حارساً) على الخط الحديدي ومعه300 هجان موزعين عليه، وكان عليهم «عبد الله بن دخيل» شيخاً، ثم حج ومن معه من المحمل الشامي والمحمل المصري للمحافظة على الحجاج والخط الحديدي وغيره من ممتلكات الدولة.
وبعد أن ترك ابن دغيثر الخدمة عند العثمانيين اشتغل لنفسه بالتجارة وكان يبيع الجمال والسلاح، حيث كان يجلب السلاح اليوناني والإيطالي بالسفن عن طريق البحر، ومن ثم يسير بها عن طريق البر حتى يصل إلى ميناء رابغ، فيسلمها عميلاً آخر، وفي سنه 1331 هـ حيث بوادر الانشقاق بين الشريف حسين والدولة العثمانية، وحينما أمره الشريف بتجنيد أفراد الهجانه من مكة والطائف قام بتجنيدهم بقيادته وإشرافه، وتوالت أحداث الحرب بين العثمانيين والشريف رغم تحفظ كثير من القبائل على هذا الانشقاق، إلا أن العرب انساقوا خلف دعوة الوحدة العربية ودخلوا في مواجهة مباشرة مع الدولة العثمانية، وعطل حينها ابن دغيثر سكة الحديد.

## قائد النجديين في معركة ميسلون
كان لـ «ابن دغيثر» دور بارز في المعارك العربية في زمن الحرب العالمية الأولى، تلك المعارك التي دارت رحاها في سوريا بين العرب والفرنسيين في العشرينات من القرن الماضي، فقد أبلى بلاء حسناً في معركة ميسلون تلك المعركة التي كتب عنها الكثير من المؤرخين وشاركت فيها قوة عسكرية من نجد بقيادة «ابن دغيثر» في ديرة أبو شامة من قبيلة «بلي» ومعه الشيخ عودة أبو تايه، والتقى هناك بـ «لورنس»، وهو وكيل إنجلترا عند «الشريف فيصل» الذي ذكر في كتابه (أعمدة الحكمة السبعة) أن «ابن دغيثر» كان قائد العقيلات في معركة ميسلون، و«ناصر الشريف» قائد الجيش ونائباً عن «الشريف»، والشيخ عودة أبو تايه قائد قبيلة الحويطات.
وعند وصول «ابن دغيثر» ومن معه من الجيش إلى سوريا واستيلائه على مدينة حمص ثم حماة فحلب، أمره «فيصل الشريف» بأن يتوجه إلى دير الزور ومعه مايزيدعلى 70 هجاناً على سبعين ذلولاً وأربعة خيول، واستلموها من دون قتال من الدولة العثمانية، وبقوا فيها قرابة شهرين، ثم رجعوا إلى دمشق وبقوا فيها شهرا بعدها سمح الشريف للعقيلات بأن يذهب كل منهم إلى أهله.

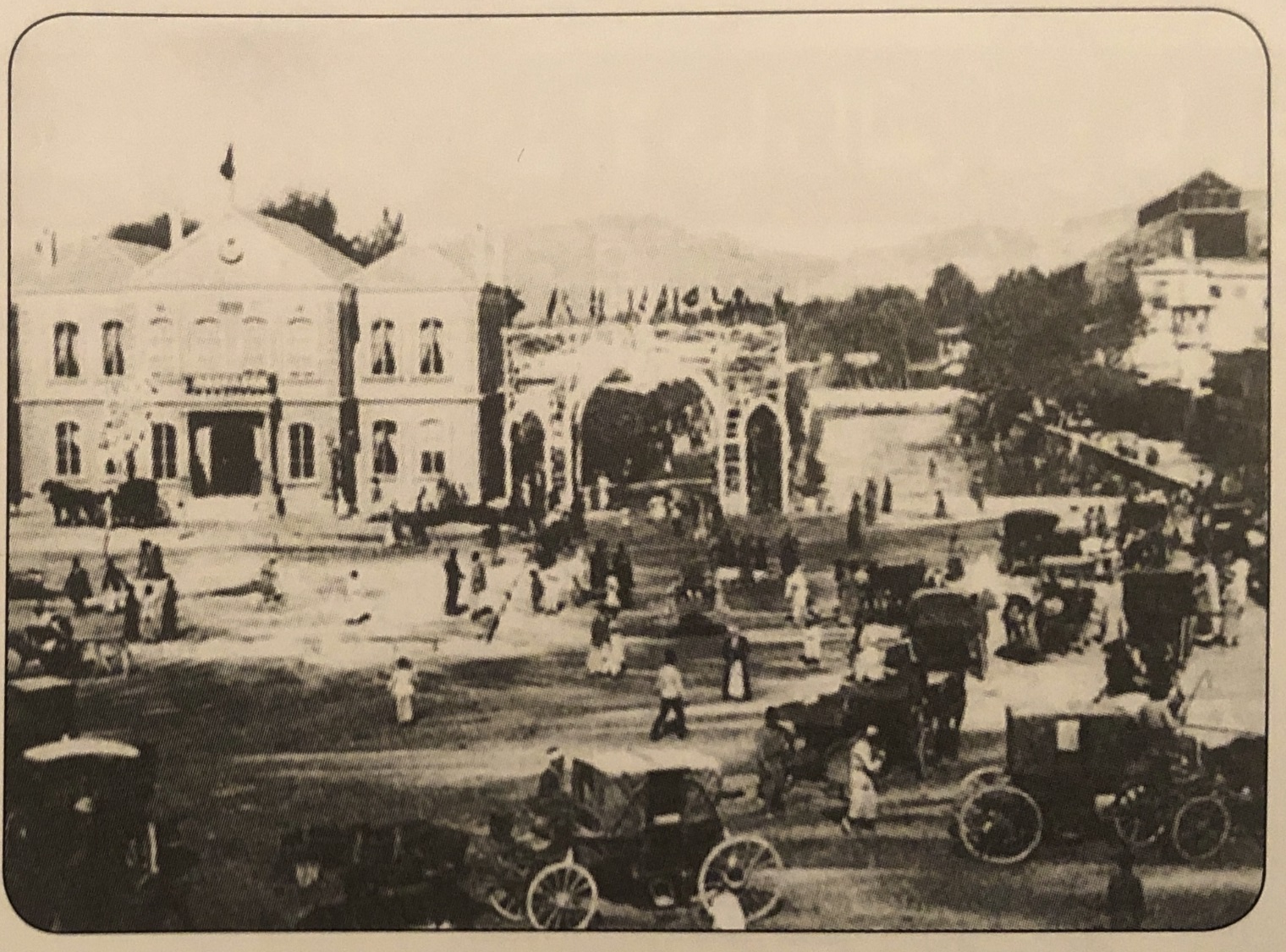
ساحة المرجة وسط دمشق 1920 شهدت القتال مع الفرنسيين

وبعد نهاية الحرب العالمية، وتنصيب الملك فيصل ابن الحسين ملكاً على سوريا كلفه بعدها الشريف عام 1339 هـ بأن يجند جيشاً من الهجانة للمشاركة في معركة ميسلون التي يقودها وزير الحربية العربي يوسف العظمة، وفعلا اختار 500 هجان من أهل نجد، وكانت أسلحتهم محدودة وذخيرتهم محدودة.

## قابض للزكاة
بعد أن انتهى «ابن دغيثر» من قيادة النجديين في معركة ميسلون عام 1920م عاد إلى القصيم وجلس فيها فترة ثم سافر إلى المدينة المنورة وأخذ يعمل جمالاً يمارس التجارة كغيره من رجال العقيلات، حيث كان يشتري هو ومن معه الإبل والماشية من المدينة المنورة وما حولها ويجلبونها إلى الشام ومصر والأردن ويبيعونها، ثم يشترون بثمنها بضاعة ويعودون لبيعها في أرض الجزيرة.
وبعد عودة «ابن دغيثر» إلى المدينة عام 1347هـ من تجارته مع العقيلات، بلغه وزير المالية أمر الملك عبد العزيز بتعيينه قابضاً لزكاة الحناكية التابعة لإمارة المدينة المنورة، ومكث في الحناكية فترة، ثم انتقل بأمر الملك عبد العزيز إلى السويرقية وهي تابعة كذلك لمنطقة المدينة المنورة عاملاً على زكاتها، وفي نهاية عام 1352 هـ انتقل إلى الجوف ليعمل آمراً لماليتها.

## وفاته
تقدم العمر بـ «ابن دغيثر» فترك تجارة الماشية وتفرغ لحياته الخاصة، وكان له مجلس مع وجهاء بلدته، وحين قارب المائة من عمره تضاعفت أوجاعه، واضطر أبناؤه حينذاك إلى نقله لمستشفى القوات المسلحة بالرياض، إلى الخامس عشر من شهر ربيع الثاني عام 1407 هـ، أعلن الأطباء وفاته عن عمر يناهز الثامنة والتسعين عاماً.